# Аеропа
Аеропа (грч. Αερόπη) је била у грчкој митологији критска принцеза, Минојева унука, кћи краља Катреја. Имала је две сестре Климену и Апемосину. Мајка је Агамемнона и Менелаја. 

## Митологија
1.
Краљ Катреј је од пророчишта сазнао да ће га убити једно од његове деце, што је сазнао Алтемен, који је са сестром Апемосином побегао са Крита. Катреј даје остале две кћери Науплију, који их одводи у Арг где се Аеропа удаје са краља Плистена. Рађа му синове, Агамемнона и Менелаја.
Аеропа се после Плистенове смрти удаје за Атреја, али Тијесту даје Атрејево златно јагње, које је обезбеђивало престо Микене. Атреј уз помоћ Зевса успева да задржи престо, а неверну жену баца у море.
2.
Друга личност истог имена, Кефејева је кћи и љубавница бога Ареја. Када је Ареју родила дете, на порођају је умрла, али је Арејовом вољом дете још дуго времена дојено млеком из мајчиних груди.